# 尖山乡 (镇雄县)
尖山乡，是中华人民共和国云南省昭通市镇雄县下辖的一个乡镇级行政单位。

## 行政区划
尖山乡下辖以下地区：
尖山村、尾坝村、长安村、仁厚村和田湾村。